# Missulena bradleyi
Missulena bradleyi, també coneguda com a "aranya ratolí oriental" (en anglès eastern mouse spider), és una espècie que pertany a la família Actinopodidae. L'aranya és endèmica de la costa est d'Austràlia.
William Joseph Rainbow va descriure aquesta espècie l'any 1914, a partir d'un exemplar recollit al nord de Sydney per Henry Horton Burton Bradley (1845–1918), president del Board of Trustees de l'Australian Museum en aquell moment. Descrivint-lo com un "bonic i sorprenent espècimen" que era una "novetat", Rainbow el va batejar en honor del seu recol·lector, que era el primer col·leccionista d'aranyes australianes.
Les aranyes ratolí orientals sovint se les confon amb els hexatèlids, les aranyes australianes amb teranyina en embut. Les femelles de Missulena bradleyi són grans i molt fortes, amb uns potents quelícers. Però els seus quelícers generalment creuen lleugerament per sobre mentre que els dels hexatèlids es disposen de manera més paral·lela, i sovint s'observa una gota de verí en la punta del quelícer i, a més, tenen les fileres més llargues.

## Hàbits i verí
Missulena bradleyi és negra, amb una àrea blavosa pàl·lida sobre l'abdomen. Se les pot observar deambulant a la tardor i començament de l'hivern que busca de parella. En el seu desplaçament de vegades cauen a les piscines particulars. Els casos de picades arriben a la xifra més elevada durant aquest període. El cau es pot trobar amb el raspallat amb rampí del sòl fins que es troba una coberta de seda indicativa de l'entrada.
Els símptomes habituals d'una picada de Missulena bradleyi són entumiment i formigueig al lloc de picada, així com una suor (diaforesi), mal de cap i nàusees. Tot i que és l'espècie més verinosa del gènere Missulena, són rars els casos de picades greus. Les seves picades documentades per la medicina no descriuen símptomes seriosos i no requereixen l'ús d'antiverins. El seu verí té unes toxines similars a la delta-atracotoxina dels hexatèlids; i l'antiverí ha s'ha provat eficaç en el tractament de picades severes de Missulena bradleyi. Comparat amb els hexatèlids, tanmateix, Missulena bradleyi és molt menys agressiva en relació al éssers humans, i sovint pot donar picades seques, és a dir, sense verí.

## Galeria
- Femella en un cau artificial del Museu australià
- Missulena bradleyi, al suburbi de The Gap (Brisbane)